# 布尔诺死亡行军
布尔诺死亡行军开始于1945年5月30日夜，捷克斯洛伐克摩拉维亚首府布尔诺的德意志人被驱逐到奥地利。
从布尔诺驱逐了大约两万名德国人。这一行动的动机可能是在纳粹德国占领期间的统治。布尔诺城里的德国部队没有投降，盟军通过交火才夺回。全体德国人被迫向南行军56公里到奥地利边境，但只有少数才穿过了边境。 
大多数受害者都不是成年男子，因为当时大部分成年男子都是战俘。数以千计的人都被关在边境的临时营地，不过后来有些德国人得以返回像德国。德国人关在Pohořelice附近村庄。大约有800被确认死亡，只要主要由于饥饿和疾病。一些消息来源称有1300 - 8000人死亡，但这些不是基于调查的证据。 
贝德里奇 Pokorný于1945年7月31日在拉贝河畔乌斯季组织了乌斯季屠杀，数以百计的德国平民遭到屠杀，这一事件发生在波茨坦会议（1945年7月17日到8月2日）结束前。 
战争结束后，有过几次努力试图证实有成千上万的人被枪杀的说法。奥地利历史学家艾米利亚 Hrabowecz 调查，但无法证实这种说法。她指出，老人和疲倦的孩子们坐在卡车上，一些孩子被抱在捷克斯洛伐克警卫的怀里。2002年，德国和捷克历史学家的联合委员会收集证据，出版了《理解历史》（Rozumět dějinám）一书。